# Хроніки Монтесіноса
Хроніки Монтесіноса або «Давні історичні та політичні пам'ятні відомості про Перу» (Las Memorias Antiguas historiales y políticas de Pirú) — історико-політичний твір про інків, автор якого був Фернандо Монтесінос (або де Монтесінос). Написано у 1642 або 1644 році.

## Автор
Фернандо Монтесінос народився в 1593 році у м. Осун (королівство Іспанія). У 1610 році він переїхав до Ліми (столиці віцекоролівства Перу), де надалі поступив на службу в колоніальній адміністрації і дослужився до радника віцекороля Перу і візітадора (головного інспектора) аудіенсіі Чаркас. Основна сфера його інтересів була пов'язана з видобутком і переробкою дорогоцінних металів. У вільний від служби час Монтесінос цікавився історією доіспанського Перу, і залишив низку присвячених їй літературних студій: «Давні історичні та політичні пам'ятні відомості про Перу», «Офір Іспанії і літописи царств Кіто і Ліма» (Ophyr de España, e anales de los reynos de Quito y Lima, 2 vols)", «Пам'ятні історичні записки про давнє царстві Кіто» (Memorias historicas del antiguo reyno de Quito). Помер в 1655 році в Севільї.

## Характеристика
Твір Ф. Монтесіноса відомий у трьох рукописах. Найстарший — «Мадридський рукопис» (Manuscrito de Madrid) зберігається в Національній бібліотеці в Мадриді, датується 1642 роком, містить лише 3 і 4 книги всієї роботи. Другий — «Університетський рукопис» (Manuscrito Universitario) — у бібліотеці Севільського університету, датований 1644 роком, містить 1—3 книги. Третій «Рукопис Мерсед» (Manuscrito Merced) містить 1,2,4 книги, до початку ХХ ст. зберігався в мадридській Королівській Історичній Академії, поки його не було втрачена, але ще у 1860 році копію 1 та 2 книг з неї зняв Ш.-Е. Брассер де Бурбур (вона зберігається в Стірлінговській бібліотеці Єльського університету), а в 1869–1871 році їх опублікував у Буенос-Айресі В.Фідель Лопес.
«Хроніки Монтесіноси» не користуються особливою довірою дослідників, вважаючи їх не історичною, а більш етнографічною працею. Водночас чимало фактів, викладених в них, збігаються з повідомленнями хроністів Педро Сьєси де Леона, Хосефа Акости, Інки Ґарсіласо де ла Веґа. Сам Монтесінос називає як джерела своєї інформації амаута (індіанських мудреців), а також Поло де Ондегардо і Хуана де Бетансоса. Недолік Монтесіноса полягає в некритичному сприйнятті отриманої інформації та фактів, що відбилося в його Хроніка. На думку вченої С.Хайленд, Монтесінос в деяких місцях копіював оригінал автора-індіанця.
Найбільш спірною частиноюу «Пам'ятних відомостей» є хронологічної схеми, відповідно до яких інкським володарям з Куско нібито передували 90 «царів Піру» із загальною тривалістю правління 2253 років. Така побудова не є власним винаходом Монтесіноса, а походить від згадуваного ним рукопису «Історії» неназваного автора. При цьому дослідники припискають, що в царського списку Монтесиноса об'єднані принаймні декілька списків більш-менш одночасних правителів, що вказує на 3 етноісторичних джерела автора. В основі «максимальної капаккуни» (царського списку), наведеної у Монтесіноса, лежать оригінальні індіанські перекази, проте істотно перероблені іспанцем.
Більшість вчених сходяться на думці, що витягуванням в часі списку правителів Перу Монтесіноса намагався визначити місце імперії Інків у загальній схемі світової історії, чиєю основою була історія біблійна. Необхідно було узгодити з біблійною традицією інкський переказ про «всесвітній потоп». Виходячи з умовних років життя легендарного правителя інків Манко Капака Монтесінос «визначив», що перуанський потоп відбувся близько 1750 до н. е., але це на 1200 років пізніше, ніж визнавала католицька доктрина XVI–XVII століть. Тому Монтесіноса синхронізував біблейський та інкський потопи, додав ще 90 володарів, зазначивши, що 2 рік володарювання Манко Капака приходить на Різдво Ісуса Христа.

## Стиль
Недовіра до Монтесіноси значною мірою пов'язана зі стилем його твору. Не маючи літературного таланту він намагався писати цікаво. Тому Монтесінос практично ніколи не обмежується простим переказом своїх інформаторів, а викладає матеріал відповідно до штампів європейської барокової риторики XVII століття. Монтесінос намагався раціонально пояснювати місцеві міфи і легенди з погляду європейського здорового глузду. У зв'язку з цим втрачаються історичні відомостями за численними міркуваннями